# Las Ilhas
Las Ilhas (en francès Les Ilhes) és un municipi francès situat al departament de l'Aude i a la regió d'Occitània. L'1 de gener del 2022 tenia 61 habitants.